# 伊藤巧
伊藤 巧（いとう たくみ、英: Takumi Ito、1955年2月5日 - ）は、日本の元オートバイ・ロードレース選手。三重県出身。

## 経歴
3つ年上の兄・武彦を会長として1977年に高校時代の友達などメンバー約10名で「チームT・S・U」を結成。TSUとはツーリング・スポーツ・ユニオンの略で当初はツーリングが主目的であり、本拠地の津市ともかけていた。地元の津は鈴鹿サーキットがすぐ近くであり、自然とレースに参戦できる環境に移行していき巧が250ccでロードレースに出場するようになった。その過程でチームもプライベート参戦するレーシングチームへと変身していった。1978年には伊藤兄弟で鈴鹿8時間耐久レースにヤマハ・TZ350で参戦した。
市販レーサーTZでジュニアクラスでの好成績を残した巧が1979年より国際A級ライセンスまで昇格。ちょうどこの頃はスズキが500ccの市販レーサー車両「RGB500」の販売を開始した時期であったが、1台270-280万円という価格はプライベーターにとって簡単に購入できる額ではなかった。ここで恩人となる鈴鹿市で南海部品の店舗をいくつか経営する人物との縁で、「所有する外車の買い手を見つけてくれたらその代金でRGB500を買ってやるよ」という話になり、必死でその外車を買ってくれる人物を探した結果、伊藤は約束通りRGB500を提供してもらえることになった。こうして1981年シーズン途中より全日本ロードレース選手権の最高峰である500ccクラスへの挑戦が始まった。同年9月の第9戦鈴鹿で毛利良一、水谷勝というチャンピオン経験者2人に次ぐ3位に入賞と結果を残す。
1983年にスズキと営業契約を結び、「市販レーサーの契約ライダー」となった。この時の心境を「お金をもらって走れる身分になってとてもうれしかった。契約内容はプライベーターに毛が生えたようなものでしたが、市販レーサーを提供してもらえましたし、トップを走るレースがあったりいいレースができたシーズンでした」と述懐している。
しかし、スズキのレース活動は1983年終了をもってWGP500(現MotoGP)からの一時撤退を決めたため、全日本ロードでの活動も縮小。伊藤は翌1984年プライベーターに戻り、マシンとパーツはスズキから提供してもらい83年型RGB500での継続参戦となった。1984年3月には、兄を代表者として津市内でショップ「モトハウスITO」を開店。
1984・1985年の2シーズン、プライベーターとして全日本500ccクラス参戦を続けたが、「自分自身としてはプライベート参戦は1985年で目一杯になってしまった。借りられるお金はすべて借り尽くしてしまっていた。来年どうしようかと思っていた。」という状況に陥る。ここで、再びスズキとライダー契約を結ぶことができた。マシンは水谷勝が1985年シーズンに使用していた型落ちとなるRG-Γ500の供給となったが、「スズキには苦しい時に助けてもらった」と感謝を述べている。
1987年3月に鈴鹿で開催されたロードレース世界選手権・開幕戦日本GP500ccクラスにワイルドカード枠でスポット参戦。実戦デビューしたばかりの新型V4マシンRGV-Γ500をレインコンディションとなった決勝レースで着実にコントロールし、日本人最上位となる3位でチェッカーを受け世界選手権の大舞台で表彰台獲得という殊勲を立てる。このグランプリ後のインタビューでは、「スズキって少人数でやっているからメカニックの人たちもいつも大変で、今回3位に入れたことでメカのみんながすごく喜んでくれて、それが一番うれしかった。」とコメントを残した。
現在は伊藤レーシングを主宰し、全日本ロードレース選手権に参戦。一般社団法人ART理事。

## レース戦歴

### 全日本ロードレース選手権
| 年     | チーム                 | マシン               | 区分     | クラス | 1       | 2     | 3      | 4      | 5       | 6       | 7       | 8       | 9     | 10      | 11      | 順位 | ポイント |
| ------ | ---------------------- | -------------------- | -------- | ------ | ------- | ----- | ------ | ------ | ------- | ------- | ------- | ------- | ----- | ------- | ------- | ---- | -------- |
| 1977年 | T.S.Uレーシングチーム  | ヤマハ・TZ250        | ノービス | 250cc  | TSU     | SUZ 2 | TSU    | SUG 3  | SUZ     |         |         |         |       |         |         | 6位  | 22       |
| 1978年 | T.S.Uレーシングチーム  | ヤマハ・TZ250        | ジュニア | 250cc  | SUZ 1   | SUZ 1 | SUZ    | SUZ 1  |         |         |         |         |       |         |         | 1位  | 48       |
| 1979年 |                        | ヤマハ・TZ350        | 国際A級  | 350cc  | TSU     | SUZ 8 | TSU    | SUZ    | TSU     | SUZ     | SUG     | TSU     | SUZ 7 |         |         | 11位 | 10       |
| 1980年 | スーパーモンキー       | ヤマハ・TZ350        | 国際A級  | 350cc  | TSU     | SUZ   | SUG    | SUZ 4  | TSU     | SUZ 3   | TSU     | SUG     | TSU   | SUZ     |         | 12位 | 18       |
| 1981年 | レディバードレーシング | スズキ・RGB500       | 国際A級  | 500cc  | SUZ     | SUZ   | SUG    | SUZ 3  | SUG     | SUZ 3   |         |         |       |         |         | 7位  | 20       |
| 1982年 | 南海レーシングチーム   | スズキ・RGB500       | 国際A級  | 500cc  | SUZ 5   | TSU   | SUZ 4  | SUG    | SUZ 4   | TSU     | TSU     | SUG 4   | SUZ C |         |         | 6位  | 30       |
| 1983年 | SRS久保                | スズキ・RGB500       | 国際A級  | 500cc  | SUZ     | TSU 4 | SUZ 5  | TSU 2  | SUG 5   | SUZ 2   | TSU     | SUG 4   | SUZ 6 |         |         | 4位  | 60       |
| 1984年 | SRS久保                | スズキ・RGB500       | 国際A級  | 500cc  | SUZ 2   | TSU 8 | SUG 8  | SUZ 11 | TSU 10  | SUG 6   | SUZ 6   | TSU Ret | SUG 9 | SUZ Ret | TSU DNS | 10位 | 47       |
| 1985年 | SRS久保                | スズキ・RGB500       | 国際A級  | 500cc  | SUZ 7   | TSU 7 | SUZ 5  | TSU 6  | SUG 4   | SUZ Ret | SUG Ret | TSU C   | SUG 5 | SUZ 6   |         | 6位  | 56       |
| 1986年 | SRS久保                | スズキ・RG-Γ500      | 国際A級  | 500cc  | SUZ 6   | TSU C | SUG 3  | SUZ 4  | TSU Ret | SUG 5   | SUZ 4   | SUG 4   | SUZ 6 |         |         | 4位  | 88       |
| 1987年 | SRS久保                | スズキ・RGV-Γ500     | 国際A級  | 500cc  | SUZ inj | TSU 8 | SUZ 4  | TSU 6  | SUG 6   | TSU Ret | SUG 7   | TSU 5   | SUG 5 | SUZ Ret | TSU Ret | 9位  | 34       |
| 1988年 | DIZZY CLUB R.T         | ホンダ・VFR750R RC30 | 国際A級  | TT F1  | SUZ     | SUZ   | SUG 9  | SUZ    | SUG 11  | TSU     |         |         |       |         |         | 15位 | 11       |
| 1989年 | SANSEIレーシング       | ホンダ・VFR750R RC30 | 国際A級  | TT F1  | SUZ     | SUZ   | TSU 15 | SUZ 12 | SUG 12  | SUZ     | SUG     | TSU     |       |         |         | 18位 | 9        |

### ロードレース世界選手権
1969年から1987年までのポイントシステム
| 順位     | 1  | 2  | 3  | 4 | 5 | 6 | 7 | 8 | 9 | 10 |
| ポイント | 15 | 12 | 10 | 8 | 6 | 5 | 4 | 3 | 2 | 1  |

(key) （太字はポールポジション、斜体はファステストラップ）
| 年     | クラス | チーム | 1     | 2     | 3     | 4     | 5     | 6     | 7     | 8     | 9     | 10    | 11    | 12    | 13    | 14    | 15    | ポイント | 順位 | 勝利数 |
| ------ | ------ | ------ | ----- | ----- | ----- | ----- | ----- | ----- | ----- | ----- | ----- | ----- | ----- | ----- | ----- | ----- | ----- | -------- | ---- | ------ |
| 1987年 | 500cc  | スズキ | JPN 3 | ESP - | GER - | ITA - | AUT - | YUG - | NED - | FRA - | GBR - | SWE - | CZE - | RSM - | POR - | BRA - | ARG - | 10       | 17位 | 0      |

### 鈴鹿8時間耐久ロードレース
| 年   | チーム                    | ペアライダー         | 車番 | マシン               | 予選順位 | 予選タイム | 決勝順位 | 周回数 |
| ---- | ------------------------- | -------------------- | ---- | -------------------- | -------- | ---------- | -------- | ------ |
| 1978 | T・S・U                   | 伊藤武彦             | 23   | ヤマハ・TZ350        | 13       | 2'28”86    | 17位     | 171    |
| 1979 | スーパーモンキー          | 福井 正 橋本久仁啓   | 23   | ホンダ・             | 11       | 2'25”47    | 16位     | 178    |
| 1980 | スーパーモンキー          | 福井 正              | 41   | ホンダ・CB750F改     | 15       | 2'23”83    | 11位     | 188    |
| 1981 | スーパーモンキー          | 福井 正              | 35   | ホンダ・CB750F改     | 13       | 2'22”15    | 6位      | 193    |
| 1982 |                           | 三上訓弘             | 30   | スズキ・GSX1000SZ    | 9        | 2'2153     | 28位     | 107    |
| 1984 |                           | 三上訓弘             | 28   | スズキ・GSX750       | 14       | 2'28”89    | Ret      | 19     |
| 1985 | ジンプライズ              | 中村善弘             | 74   | スズキ・RG400Γ       | 15       | 2'26”357   | Ret      | 88     |
| 1986 | SRSスガヤ                 | 島田 進              | 65   | スズキ・RG500Γ       | 17       | 2'25”779   | Ret      | 64     |
| 1988 | DIZZY CLUB R.T.           | ロバート・ホールデン | 28   | ホンダ・VFR750R RC30 | 30       | 2' ”       | 33位     | 177    |
| 1990 | アコムスポーツKISS Racing | 若井伸之             | 61   | ホンダ・VFR750R RC30 | 47       | 2'20"987   | 41位     | 180    |

## 参照
1. ↑  目と鼻の先に鈴鹿サーキット「T・S・Uレーシングチーム」 『ライディング No.110』日本モーターサイクルスポーツ協会、1979年12月1日、20頁。
2. 1 2 3  「伊藤巧インタビュー」『グランプリ・イラストレイテッド No.21』ヴェガ・インターナショナル、1987年6月1日発行、66-69頁。
3. ↑  「MOTOHOUSE ITOオープンセール」『ライディングスポーツ No.016』武集書房、1984年5月1日、75頁。